# 接入節點控制協議
接入节点控制协议（Access Node Control Protocol，ANCP）是一个基于TCP的网络协议，用来在接入节点（DSLAM）和三层用户感知控制器（BRAS/NAS）设备之间传输控制和动态用户配置信息。

## 历史
IETF工作组一开始将ANCP称为L2CP（二层控制协议），后来更名为ANCP。
大多数的ANCP消息格式和状态机都继承自GSMPv3（RFC 3292）。虽然GSMP可以直接在二层运行（ATM/Eth），但是ANCP仍然使用GSMP TCP封装。

## 协议依赖
- TCP：ANCP使用TCP作为传输协议。ANCP的TCP知名端口号为6068。